# Stylianos Alexiou
Stylianos Eleftheriou Alexiou (griechisch Στυλιανός Ελευθερίου Αλεξίου; * 13. Februar 1921 in Iraklio, Kreta; † 12. November 2013 ebenda) war ein griechischer Klassischer Archäologe, Neogräzist und Byzantinist.

## Leben
Stylianos Alexiou absolvierte nach dem Schulbesuch ein Studium der Klassischen Archäologie und der mittel- und neugriechischen Philologie. Im Anschluss war er von 1962 bis 1977 Direktor des Archäologischen Museums Iraklio sowie Ephoros der Antiken (Γενικός Έφορος Αρχαιοτήτων). Von 1977 bis zu seiner Emeritierung 1991 hatte er eine ordentliche Professur für Klassische Archäologie an der 1973 gegründeten Universität Kreta inne.
Alexiou war korrespondierendes Mitglied der Akademie von Athen, Mitglied der Archäologischen Gesellschaft Athen und ordentliches Mitglied des Deutschen Archäologischen Instituts. Die Universitäten von Padua, Athen und Zypern verliehen ihm Ehrendoktorate.

## Forschungsschwerpunkte
Alexiou entdeckte die spätminoischen Gräber des Hafens von Knossos und die frühminoischen Tholosgräber von Leben (Λεβήν) beim heutigen Lendas (Λέντας Ηρακλείου). Neben der Vergrößerung des Archäologischen Museums von Iraklio gründete er die Museen von Chania und Agios Nikolaos. Seine Veröffentlichungen bearbeiten das gesamte Spektrum archäologischer Themen, die sich auf die minoische und archaische Kultur beziehen, darunter etwa den Stiersprung. Sein Hauptwerk Das antike Kreta (1967) erschien unter anderem auch in englischer, französischer und italienischer Übersetzung.
Als Neogräzist befasste er sich hauptsächlich mit der Literatur der kretischen Renaissance, so mit der Traumerzählung Apokopos, dem Versroman Erotokritos von Vitsentzos Kornaros und dem Hirtenidyll Βοσκοπούλα (Voskopúla), aber auch mit dem byzantinischen Heldenepos Digenis Akritas und dem Dichter des griechischen Freiheitskampfes, Dionysios Solomos. 1993 erhielt er den griechischen Sonderpreis der Literatur.

## Schriften (Auswahl)
Archäologische Schriften
- Das antike Kreta. Echter-Verlag, Würzburg 1967. Übersetzungen ins Englische, Französische und Italienische.
- Υστερομινωικοί τάφοι Λιμένος Κνωσσού. 1967 (Βιβλιοθήκη της Αρχαιολογικής Εταιρείας). – („Spätminoische Gräber des Hafens von Knossos“)
- Μινωικός Πολιτισμός. Iraklio, 1969.
  - Deutsche Übersetzung: Minoische Kultur. Reihe Sternstunden der Archäologie. Musterschmidt Verlag, Göttingen 1976.
- Beiträge in: Jörg Schäfer (Hrsg.): Amnisos nach den archäologischen, historischen und epigraphischen Zeugnissen des Altertums und der Neuzeit. Gebr. Mann, Berlin 1992.
- Μινωικά και Ελληνικά. 2002 (Στιγμή). – („Minoisches und Griechisches“)
- mit Peter Warren: The Early Minoan Tombs of Lebena. Paul Åströms Förlag, Savedalen 2004.

Schriften zur neugriechischen Literatur
- Διονυσίου Σολωμού Ποιήματα και πεζά (Στιγμή, Athen 2007). – („Gedichte und Prosa von Dionysios Solomos“)
- Διονυσίου Σολωμού Η γυναίκα της Ζάκυθος (Ιδεόγραμμα, 2005). – („Die Frau von Zakynthos von Dionysios Solomos“)
- Κρητικά φιλολογικά. Στιγμή, Athen 1999. – („Philologische Bemerkungen zur kretischen Literatur“)
- Δημώδη βυζαντινά. Στιγμή, Athen 1997. – („Byzantinische Volkslieder“)
- Βιτσέντζος Κορνάρος: Ερωτόκριτος. Επιμέλεια Στ. Αλεξίου. Εστία, Αθήνα 1995 (Νέα Ελληνική Βιβλιοθήκη); zuerst: Βιτσέντζος Κορνάρος: Ερωτόκριτος. Κριτική έκδοση, εισαγωγή, σημειώσεις, γλωσσάριο. Μεγάλη έκδοση: Ερμής, Athen 1980, μικρή έκδοση: Ερμής, Athen 1985.
- Βασίλειος Διγενής Ακρίτης και το άσμα του Αρμούρη. Κριτική έκδοση, εισαγωγή, σημειώσεις, γλωσσάριο. Ερμής, Athen 1985. – (Kritische Edition der Escorial-Version).
- Η Κρητική λογοτεχνία και η εποχή της. Μελέτη φιλολογική και ιστορική. Στιγμή, Athen 1985. – („Die kretische Literatur und ihr Zeitalter. Eine philologische und historische Studie“)
- Μπεργαδής: Ἀπόκοπος. Ἡ Βοσκοπούλα. Ἐπιμέλεια: Στυλιανός Ἀλεξίου. Hermes, Athen, 1971 (Νέα Ελληνική Βιβλιοθήκη, 15).
- Ο χαρακτήρ του 'Ερωτοκρίτου'. In: Κρητικά Χρονικά, 1952, S. 351–422. – („Der Charakter des ‘Erotokritos’“)